# Rua Bresser
A Rua Bresser é uma rua na Zona Leste de São Paulo, na região Sudeste da cidade. Está situada em 4 distritos diferentes, todos na Subprefeitura da Mooca.
É um logradouro importante e conhecido pelo comércio do varejo, por estar localizado no movimentado bairro do Brás. Seu CEP é 03017-000.
Nomeia a estação Bresser-Mooca da linha 3-Vermelha do metrô de São Paulo, administrado pela Companhia do Metropolitano de São Paulo. Recebe esse nome da Família Bresser, mais especificamente o seu patriarca Carlos Abrão Bresser, alemão que veio a São Paulo junto a Dom Pedro II, que loteou a região no fim do século XIX, chamando-a inicialmente de Chácara Bresser.